# Jérémy Leloup
Jérémy Leloup, né le 31 janvier 1987 au Mans (Sarthe), est un joueur français de basket-ball. Il évolue au poste d'ailier au club d'Orléans Loiret Basket.

## Biographie
Le 7 juillet 2015, il prolonge son contrat avec Strasbourg de deux ans. Il effectue son 300e match à la SIG, le 31 mars 2018.
À un an de la fin de son contrat, Jérémy Leloup annonce le 18 juin 2018 qu'il a décidé, d'un commun accord avec le club, de quitter Strasbourg.
Il rejoint la Jeanne d’Arc Dijon Basket en juin 2018, 5 ans après l'avoir quittée en 2013.
En juin 2022, Leloup rejoint Orléans Loiret Basket, en deuxième division, pour deux saisons.

## Clubs successifs
- 1992-2002 :  Jeunesses sportives de Coulaines/Basket - (Mini-poussin, poussin et benjamin, minime, cadet)
- 2003-2006 :  Le Mans Sarthe Basket (cadet, espoir)
- 2006-2009 :  Le Mans Sarthe Basket (Pro A)
- 2009-2010 :  JA Vichy (Pro A) (prêt)
- 2010-2011 :  Jeanne d'Arc Dijon Bourgogne (Pro B)
- 2010-2013 :  Jeanne d'Arc Dijon Bourgogne (Pro A)
- 2013-2018 :  SIG Strasbourg (Pro A)
- 2018-2020 :  Jeanne d’Arc Dijon Basket (Jeep Élite)
- 2020-2022 :  Élan béarnais Pau-Lacq-Orthez (Jeep Élite)
- 2022-2023 :  Orléans Loiret Basket (Pro B)

## Sélection nationale
- Équipe de France de basket-ball de moins de 20 ans en 2006
- Équipe de France de basket-ball lors des matchs de préparations au TQO 2016

## Palmarès
En club
- Coupe de France : 2009[4], 2015, 2018, 2022
- Semaine des As : 2009[4], 2015
- Trophée du Futur : 2005[4], 2007[4]
- Vainqueur Coupe de France cadet : 2005

Distinctions personnelles
- MVP du Trophée du Futur : 2007[4]
- MVP du mois de Pro A : Avril 2013[5]
- Participation au All-Star Game LNB : 2013